# Lluís Rigalt i Farriols
Lluís Rigalt i Farriols (Barcelona, 25 d'agost de 1814 - 18 d'abril de 1894) fou un pintor, dibuixant, gravador escenògraf i teòric de les arts aplicades català.

## Biografia
Fill de Maria dels Angels Farriols i Pau Rigalt, professor de perspectiva i paisatge de l'escola oficial de la Llotja de Barcelona, es formà allà i a Madrid, amb Pérez Villaamil. Successor del seu pare a l'escola de Llotja (1845), de la que arribaria a director entre 1871 i 1877 i director interí entre 1880 i 1887. També en fou professor, entre 1850 i 1893, conegué la França de l'escola de Barbizon1. L'etapa més activa com a pintor s'esdevingué entre 1850 i 1860, quan viatjant per tot Catalunya dibuixà els seus paisatges i monuments. Va morir a Barcelona el 1894, pocs mesos després d'esdevenir soci d'honor del Cercle Artístic de Sant Lluc. Casat amb Maria Anna Cortiella varen ser pares d'Agustí Rigalt i Cortiella, també es dedicaria a la pintura.

## Obra
Fou l'autèntic patriarca del paisatgisme romàntic català, juntament amb Josep Planella, en olis minuciosos i elegants que reelaborava idealitzant el paisatges originals. La seva obra com a dibuixant és ingent (només a la Reial Acadèmia Catalana de Belles Arts de Sant Jordi, de la que ell fou membre, ja n'hi ha vora set-cents) i és fruit dels seus viatges, sobretot estivals, per Catalunya i pel sud de França; el resultat fou un retrat fidelíssim del país i d'una gran qualitat.
Publicà obres didàctiques i un eclèctic Album enciclopédico-pintoresco de Industriales (1857). És també representat al MNAC de Barcelona, al Museu d'Història de Barcelona, al Museo del Prado de Madrid, a la Real Academia de Bellas Artes de San Fernando de Madrid, i a altres museus de Martorell, Mataró, a la Fundación Santander, la Biblioteca de Catalunya -on a més de dibuixos s'hi conserven matrius seves d'aiguafort-, etc.
Com a decorador, decorà les habitacions de la reina Isabel amb motiu de la seva visita a Barcelona el 1845 i el teatre de la Vila de Gràcia el 1850.
A Catalunya es poden trobar obres seves exposades en diferents institucions públiques, entre elles el Museu Nacional (MNAC) i la Biblioteca Museu Víctor Balaguer de Vilanova i la Geltrú.

## Publicacions

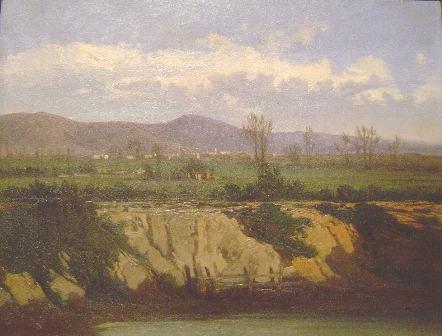
Paisatge (Rigalt).

- 1857 - Álbum enciclopédico de las artes industriales
- 1863 - Cartipacio de dibujos
- 1884 - Álbum gráfico de artes y oficios